# Brood - La covata malefica
Brood - La covata malefica (The Brood) è un film del 1979 scritto e diretto da David Cronenberg.

## Trama

Oliver Reed e Samantha Eggar in una scena del film

Nola, moglie di Frank Carveth e madre di Candice, si trova ricoverata nella clinica del Dr. Raglan, inventore della pratica psichiatrica denominata "psicoplasmia", il quale costringe la paziente ad una rigida reclusione. Nel giro di qualche giorno la piccola Candice si trova ad assistere in prima persona al brutale assassinio della nonna Juliana (a cui segue quello del marito Barton) e della sua maestra, Ruth Meyer. I colpevoli si rivelano essere delle strane creature aventi l'aspetto di bambini deformi. Intanto Candice è scomparsa e Frank, insospettito dai racconti di alcuni ex-pazienti di Raglan e dal comportamento dello stesso dottore, si reca alla clinica per cercarla. Là scoprirà l'origine mostruosa delle creature: vengono tutte partorite da Nola tramite una sacca amniotica esterna (sviluppata sul suo corpo in seguito ai trattamenti imposti da Raglan), e obbediscono ciecamente al suo volere attraverso la telepatia. Nel frattempo Raglan, che si è ravveduto e tenta di salvare Candice, viene linciato dai mostri. Le creature stanno per aggredire anche la bambina quando Frank, in seguito a una colluttazione, strangola Nola uccidendo sia lei che tutta la sua progenie mostruosa. Il film termina con Frank che porta Candice in salvo a bordo della sua auto, ma non si accorge che la bambina ha sviluppato dei misteriosi bubboni sulla pelle, proprio come era successo a Nola e agli altri soggetti sottoposti alla "psicoplasmia".

## Produzione
Le riprese sono avvenute nel novembre e dicembre del 1978, principalmente a Toronto (Canada): la scena della scuola venne realizzata al 454 di Avenue Road mentre gli interni sono stati realizzati presso i Magder Studios di Toronto. Altre scene sono state girate a Mississauga.
David Cronenberg scrisse il film in seguito al tumultuoso divorzio da Margaret Hindson ed alla battaglia per la custodia dei figli; il regista ha inoltre dichiarato che il personaggio di Samantha Eggar, Nola Carveth, possedeva alcune delle caratteristiche della sua ex moglie.
L'attrice lavorò solo quattro giorni per questo film.
Durante la produzione Oliver Reed venne arrestato dalla polizia canadese dopo aver fatto una scommessa con qualcuno che avrebbe potuto camminare da un bar all'altro senza indossare abiti, sfidando il freddo pungente.
Fu Joe Dante a realizzare il trailer teatrale americano.

## Distribuzione
Il film è stato distribuito nelle sale cinematografiche canadesi dalla New World-Mutual il 1º giugno 1979, mentre in quelle statunitensi dalla New World Pictures il 25 maggio 1979.
In Italia ha avuto la sua prima proiezione a Pesaro nel marzo 1980; è stato quindi distribuito nelle sale dalla Difilm il 4 giugno successivo.